# Seconda Divisione 1921-1922
Il campionato di Seconda Divisione 1921-22 fu gestito dalla Confederazione Calcistica Italiana.

## Lo scisma del calcio italiano
La continua e smisurata crescita del numero delle società partecipanti al campionato italiano, aveva generato una gravissima crisi nel movimento calcistico. Il 24 luglio 1921 infatti, in un'infuocata assemblea tenutasi a Torino, un progetto di riforma preparato da Vittorio Pozzo su spinta dei grandi club, fu respinto dall'Assemblea della Federazione Italiana Giuoco Calcio. Le società maggiori, alla mancata approvazione del Progetto Pozzo, si ritirarono dall'Assemblea e, nel giro di poche settimane, costituirono la Confederazione Calcistica Italiana, con sede a Milano. Il notevole entusiasmo creato dalla costituzione della nuova Confederazione attirò nel progetto sia l'intero movimento centro-meridionale, sia numerose squadre minori che furono inquadrate in una Seconda Divisione.
Di conseguenza, a causa di questo scisma, si disputarono due tornei di secondo livello: il campionato di Promozione organizzato dalla FIGC, e quello di Seconda Divisione organizzato dalla CCI.

## Lega Nord
Il torneo era strutturato in campionati regionali gestiti da Direttori o Direzioni Regionali con la vincente ammessa al girone finale a sua volta organizzato dalla Lega Nord. Scendevano in campo quattro regioni: Piemonte, Liguria, Lombardia ed Emilia.
Secondo il Progetto Pozzo accettato dalla CCI, le due migliori classificate della Seconda Divisione avrebbero dovuto essere promosse direttamente in Prima Divisione. Tuttavia, il Direttorio della Lega Nord aveva approvato a inizio stagione una norma valida per la stagione 1921-1922 che stabiliva che la prima e la seconda classificata della Seconda Divisione, per essere promosse, avrebbero dovuto vincere delle qualificazioni interdivisionali contro le due ultime classificate della Prima Divisione. Tale decisione, complice il fatto che per una dimenticanza era stata comunicata tardivamente ai club interessati, destò delle polemiche e all'assemblea confederale del 19 febbraio 1922 fu contestata da alcuni delegati, i quali chiesero di tenere in maggiore considerazione per il futuro i diritti delle società di Seconda Divisione, anche perché esse avevano aderito alla CCI convinte che valesse una disposizione dello statuto contraria alla norma transitoria in questione. La norma comunque fu confermata e con il Compromesso Colombo fu stabilito che le vincenti delle qualificazioni interdivisionali, per essere ammesse alla Prima Divisione unificata, avrebbero dovuto superare un ulteriore turno di qualificazioni contro squadre della FIGC.
Sempre il citato Compromesso creò per la stagione successiva una nuova e diversa Seconda Divisione come torneo cadetto della Lega Nord, a cui vennero invitate solo le finaliste di questa annata e cioè i campioni regionali, i quali tuttavia fallirono poi in blocco a parte il promosso Derthona, e quindi vennero sostituiti dai rispettivi vicecampioni: tutte le altre squadre vennero invece inserite in un nuovo torneo, la Terza Divisione.

## Piemonte
Campionato piemontese

Fu gestito dal Direttorio Piemontese con sede a Torino.

### Squadre partecipanti
| Club             | Rosa     | Città                 | Stadio                 |
| ---------------- | -------- | --------------------- | ---------------------- |
| Amatori Piemonte | dettagli | Torino (TO)           | -                      |
| G.S. Ansaldo     | dettagli | Aosta (AO)            | -                      |
| U.S. Balzolese   | dettagli | Balzola (AL)          | -                      |
| U.S. Biellese    | dettagli | Biella (NO)           | Campo Sportivo Rivetti |
| Derthona F.C.    | dettagli | Tortona (AL)          | -                      |
| U.S. Trinese     | dettagli | Trino Vercellese (NO) | -                      |

### Classifica finale
|  | Pos. | Squadra          | Pt | G  | V | N | P | GF | GS | DR |
|  | ---- | ---------------- | -- | -- | - | - | - | -- | -- | -- |
|  | 1.   | Derthona         | 16 | 10 | 7 | 2 | 1 |    |    |    |
|  | 2.   | Biellese         | 13 | 10 | 5 | 3 | 2 |    |    |    |
|  | 3.   | Trinese          | 10 | 10 | 3 | 4 | 3 |    |    |    |
|  | 3.   | Balzolese        | 10 | 10 | 3 | 4 | 3 |    |    |    |
|  | 5.   | Amatori Piemonte | 9  | 10 | 3 | 3 | 4 |    |    |    |
|  | 6.   | Ansaldo          | 2  | 10 | 0 | 2 | 8 |    |    |    |

Legenda:

      Ammesso alle finali per il titolo.
      Successivamente ammesso in Seconda Divisione.
Note:

Due punti a vittoria, uno a pareggio, zero a sconfitta.
Pari merito in caso di pari punti.

### Calendario
| Andata (1ª) | Andata (1ª) | Prima giornata           | Ritorno (6ª) | Ritorno (6ª) |
|             |             |                          |              |              |
| 20 nov.     | 0-2         | Biellese-Trinese         | 2-2          | 19 mar.      |
| 20 nov.     | 3-1         | Amatori Piemonte-Ansaldo | -            | 19 mar.      |
| 20 nov.     | 2-0         | Derthona-Balzolese       | 0-0          | 19 mar.      |

| Andata (2ª) | Andata (2ª) | Seconda giornata          | Ritorno (7ª) | Ritorno (7ª) |
|             |             |                           |              |              |
| 27 nov.     | 3-1         | Amatori Piemonte-Derthona | 1-3          | 26 mar.      |
| 27 nov.     | 2-1         | Biellese-Ansaldo          | -            | 26 mar.      |
| 27 nov.     | -           | Trinese-Balzolese         | -            | 26 mar.      |

| Andata (3ª) | Andata (3ª) | Terza giornata           | Ritorno (8ª) | Ritorno (8ª) |
|             |             |                          |              |              |
| 4 dic.      | 1-1         | Amatori Piemonte-Trinese | -            | 2 apr.       |
| 8 gen.      | 1-2         | Ansaldo-Derthona         | -            | 2 apr.       |
| 8 gen.      | 1-2         | Balzolese-Biellese       | 0-3          | 2 apr.       |

| Andata (4ª) | Andata (4ª) | Quarta giornata            | Ritorno (9ª) | Ritorno (9ª) |
|             |             |                            |              |              |
| 11 dic.     | 0-0         | Amatori Piemonte-Balzolese | -            | 12 feb.      |
| 11 dic.     | 1-1         | Biellese-Derthona          | 1-5          | 12 feb.      |
| 11 dic.     | -           | Trinese-Ansaldo            | -            | 12 feb.      |

| \| Andata (5ª) \| Andata (5ª) \| Quinta giornata \| Ritorno (10ª) \| Ritorno (10ª) \| \| \| \| \| \| \| \| 18 dic. \| 2-0 \| Derthona-Trinese \| - \| 12 feb. \| \| 18 dic. \| 3-1 \| Biellese-Amatori Piemonte \| - \| 12 feb. \| \| 18 dic. \| 2-2 \| Ansaldo-Balzolese \| - \| 26 feb. \| |             |                           |               |               |
| Andata (5ª) | Andata (5ª) | Quinta giornata           | Ritorno (10ª) | Ritorno (10ª) |
| |             |                           |               |               |
| 18 dic. | 2-0         | Derthona-Trinese          | -             | 12 feb.       |
| 18 dic. | 3-1         | Biellese-Amatori Piemonte | -             | 12 feb.       |
| 18 dic. | 2-2         | Ansaldo-Balzolese         | -             | 26 feb.       |

## Liguria

### Squadre partecipanti
| Club          | Rosa     | Città                 | Stadio |
| ------------- | -------- | --------------------- | ------ |
| Balilla F.C.  | dettagli | Genova (GE)           | -      |
| Serenitas     | dettagli | San Gottardo          | -      |
| U.S. Quarto   | dettagli | Quarto dei Mille (GE) | -      |
| Fert Enotria  | dettagli | ???                   | -      |
| Olympia S.C.  | dettagli | ???                   | -      |
| Vittoria      | dettagli | Molassana (GE)        | -      |
| Aquila        | dettagli | Genova                | -      |
| Calcio Ligure | dettagli | Quarto dei Mille (GE) | -      |

### Verdetti finali
- Il campionato fu vinto dal Balilla F.C. di Genova. Il Quarto arrivò secondo.[8]

### Risultati
| Balilla | 3 - 1 | Olimpia |

| Serenitas | 7 - 0 | Fert Enotria |

| Quarto | 6 - 1 | Aquila |

| Aquila | 0 - 0 | Olimpia |

| Quarto | 5 - 0 | Fert Enotria |

| Serenitas | 0 - 0 | Balilla |

| Serenitas | 3 - 0 | Vittoria |

| Olimpia | 2 - 0 | Ligure |

| Balilla | 4 - 1 | Fert Enotria |

| Olimpia | 1 - 3 | Quarto |

| Ligure | 1 - 2 | Balilla |

| Vittoria | 2 - 1 | Aquila |

| Serenitas | rinv. | Aquila |

| Vittoria | rinv. | Quarto |

| Fert Enotria | 3 - 0 | Ligure |

| Quarto | 0 - 0 | Balilla |

| Aquila | 0 - 1 | Balilla |

| Vittoria | 0 - 2 | Fert Enotria |

| Quarto | 9 - 0 | Ligure |

| Serenitas | 1 - 0 | Quarto |

| Aquila | 3 - 1 | Ligure |

| Vittoria | 0 - 1 | Olimpia |

| Balilla | rinv. | Vittoria |

| Fert Enotria | 1 - 1 | Olimpia |

| Serenitas | 6 - 2 | Ligure |

| Olimpia | 1 - 2 | Serenitas |

| Aquila | 2 - 2 | Quarto |

| Balilla | 1 - 0 | Serenitas |

| Ligure | 1 - 1 | Fert Enotria |

| Aquila | 0 - 2 | Ligure |

| Olimpia | 0 - 2 (forfait) | Balilla |

- Prima giornata, 27 novembre: Balilla-Olimpia 3-1, Serenitas-Fert Enotria 7-0, Quarto-Aquila 6-1.
- Seconda giornata, 4 dicembre: Aquila-Olimpia 0-0, Quarto-Fert Enotria 5-0, Serenitas-Balilla 0-0.
- Terza giornata, 11 dicembre: Serenitas-Vittoria 3-0, Olimpia-Ligure 2-0, Serenitas-Balilla 0-0.
- Quarta giornata, 18 dicembre: Olimpia-Quarto 1-3, Ligure-Balilla 1-2, Vittoria-Aquila 2-1.
- 29 gennaio: Quarto-Balilla 0-0.
- 12 febbraio: Serenitas b. Quarto 1-0, Aquila b. Ligure 3-1, Olimpia b. Vittoria 1-0.
- 26 febbraio: Vittoria-Ligure 2-2.
- 5 marzo: Quarto-Vittoria 3-2, Serenitas-Olimpia 2-1.
- 12 marzo: Balilla-Vittoria 1-0.
- 19 marzo: Vittoria b. Ligure 3-0, Serenitas b. Fert Enotria 2-1, Balilla-Quarto 1-1.
- 26 marzo: Balilla b. Aquila 5-1, Quarto b. Olympia 1-0.
- 2 aprile: Aquila-Quarto 2-2, Balilla b. Serenitas 1-0, Ligure b. Fort Enotria 1-1, Vittoria b. Olympia 4-0.
- 9 aprile: Vittoria-Balilla, Ligure-Quarto, Serenitas-Olympia.
- 23 aprile: Serenitas-Quarto 2-2, Balilla b. Fert Enotria 2-1, Olympia b. Ligure 2-0 (forfait)
- 30 aprile: Aquila-Ligure 0-2, Olympia-Balilla 0-2 (forfait)

## Lombardia
Il campionato fu gestito dalla Direzione Regionale Lombarda avente sede in Corso Vittorio Emanuele 2 a Milano.

Presidente: Avv. Mario Beltrami (Milan F.C.)

### Squadre partecipanti
| Club                  | Rosa     | Città                      | Stadio                                  |
| --------------------- | -------- | -------------------------- | --------------------------------------- |
| S.C. Italia           | dettagli | Milano (MI)                | Campo Sportivo, Via Antonio Trivulzio 8 |
| U.S. Luinese          | dettagli | Luino (CO)                 | Campo Sportivo di Sant'Onofrio          |
| U.S. Santangelina     | dettagli | Sant'Angelo Lodigiano (MI) | Campo Sportivo                          |
| Ass. Vogherese Calcio | dettagli | Voghera (PV)               | -                                       |

### Classifica finale
|  | Pos. | Squadra      | Pt | G | V | N | P | GF | GS | DR |
|  | ---- | ------------ | -- | - | - | - | - | -- | -- | -- |
|  | 1.   | Italia       | 10 | 6 | 5 | 0 | 1 |    |    |    |
|  | 2.   | Luinese      | 9  | 6 | 4 | 1 | 1 |    |    |    |
|  | 3.   | Vogherese    | 5  | 6 | 2 | 1 | 3 |    |    |    |
|  | 4.   | Santangelina | 0  | 6 | 0 | 0 | 6 | .  | .  |    |

Legenda:
      Ammesso alle finali per la promozione in Prima Divisione 1922-1923.
      Successivamente ammesso in Seconda Divisione.
Note:
Due punti a vittoria, uno a pareggio, zero a sconfitta.
In caso di pari punti, pari merito.

### Risultati
| Andata (1ª) | Andata (1ª) | Prima giornata         | Ritorno (4ª) | Ritorno (4ª) |
|             |             |                        |              |              |
| 20 nov.     | 7-0         | Vogherese-Santangelina | 3-0          | 11 dic.      |
| 20 nov.     | 1-2         | Luinese-Italia         | 3-1          | 11 dic.      |

| Andata (2ª) | Andata (2ª) | Seconda giornata    | Ritorno (5ª) | Ritorno (5ª) |
|             |             |                     |              |              |
| 27 nov.     | 1-0         | Luinese-Vogherese   | 0-0          | 18 dic.      |
| 27 nov.     | 3-1         | Italia-Santangelina | 2-0          | 18 dic.      |

| \| Andata (3ª) \| Andata (3ª) \| Terza giornata \| Ritorno (6ª) \| Ritorno (6ª) \| \| \| \| \| \| \| \| 4 dic. \| 0-2 \| Vogherese-Italia \| 1-3 \| 19 feb. \| \| 4 dic. \| 2-1 \| Luinese-Santangelina \| - \| 19 feb. \| |             |                      |              |              |
| Andata (3ª) | Andata (3ª) | Terza giornata       | Ritorno (6ª) | Ritorno (6ª) |
| |             |                      |              |              |
| 4 dic. | 0-2         | Vogherese-Italia     | 1-3          | 19 feb.      |
| 4 dic. | 2-1         | Luinese-Santangelina | -            | 19 feb.      |

## Emilia

### Squadre
| Club             | Rosa     | Città         | Stadio |
| ---------------- | -------- | ------------- | ------ |
| A.C. Bologna     | dettagli | Bologna (BO)  |        |
| Nazionale Emilia | dettagli | Bologna (BO)  |        |
| Sassuolo         | dettagli | Sassuolo (MO) |        |

### Classifica finale
|  | Pos. | Squadra          | Pt | G | V | N | P | GF | GS | DR |
|  | ---- | ---------------- | -- | - | - | - | - | -- | -- | -- |
|  | 1.   | Nazionale Emilia | 8  | 4 | 4 | 0 | 0 |    |    |    |
|  | 2.   | AC Bologna       | 3  | 4 | 1 | 1 | 2 |    |    |    |
|  | 3.   | Sassuolo         | 1  | 4 | 0 | 1 | 3 |    |    |    |

Legenda:
      Ammesso alle finali per la promozione in Prima Divisione 1922-1923.
Note:
Due punti a vittoria, uno a pareggio, zero a sconfitta.
In caso di pari punti, pari merito.

### Risultati
| Nazionale Emilia | 3 - 2 | Bologna |

| Bologna | 3 - 0 | Sassuolo |

| Nazionale Emilia | 4 - 0 | Sassuolo |

| Sassuolo | 3 - 3 | Bologna |

| Bologna | 0 - 3 | Nazionale Emilia |

| Sassuolo | 0 - 2 | Nazionale Emilia |

## Finali della Lega Nord
La fase primaverile del campionato fu organizzata dalla Lega Nord avente sede a Milano. 

### Squadre partecipanti
| Club             | Rosa     | Città        | Stadio                   | Direttorio Regionale |
| ---------------- | -------- | ------------ | ------------------------ | -------------------- |
| Balilla F.C.     | dettagli | Genova (GE)  | -                        | Liguria              |
| Derthona F.C.    | dettagli | Tortona (AL) | Campo Fornaci            | Piemonte             |
| S.C. Italia      | dettagli | Milano (MI)  | Campo di viale Lombardia | Lombardia            |
| Nazionale Emilia | dettagli | Bologna (BO) | -                        | Emilia               |

### Classifica finale
|  | Pos. | Squadra          | Pt | G | V | N | P | GF | GS | DR |
|  | ---- | ---------------- | -- | - | - | - | - | -- | -- | -- |
|  | 1.   | Derthona         | 10 | 6 | 4 | 2 | 0 |    |    |    |
|  | 2.   | Italia           | 8  | 6 | 3 | 2 | 1 |    |    |    |
|  | 3.   | Balilla          | 6  | 6 | 2 | 2 | 2 |    |    |    |
|  | 4.   | Nazionale Emilia | 0  | 6 | 0 | 0 | 6 |    |    |    |

### Verdetti finali
- Il Derthona e lo S.C. Italia si qualificarono alle sfide per la promozione rispettivamente contro il Vicenza e l’Inter, ultime classificate della Prima Divisione. I piemontesi vinsero contro i veneti condannandoli alla cadetteria, mentre lo Sport Club Italia rinunciò a giocare per una crisi societaria che portò allo scioglimento del club.
- In seguito, il Compromesso Colombo stabilì la disputa di un'ulteriore sfida contro squadre del campionato FIGC: il Derthona vinse anche queste gare ed ottenne la promozione in Prima Divisione 1922-23.

### Risultati

#### Calendario
| Andata (1ª) | Andata (1ª) | Prima giornata          | Ritorno (4ª) | Ritorno (4ª) |
|             |             |                         |              |              |
| 7 mag.      | 1-1         | Balilla-Derthona        | 0-3          | 28 mag.      |
| 7 mag.      | 5-0         | Italia-Nazionale Emilia | -            | 28 mag.      |

| Andata (2ª) | Andata (2ª) | Seconda giornata         | Ritorno (5ª) | Ritorno (5ª) |
|             |             |                          |              |              |
| 14 mag.     | 1-1         | Derthona-Italia          | 2-0          | 4 giu.       |
| 14 mag.     | 1-3         | Nazionale Emilia-Balilla | -            | 4 giu.       |

| \| Andata (3ª) \| Andata (3ª) \| Terza giornata \| Ritorno (6ª) \| Ritorno (6ª) \| \| \| \| \| \| \| \| 21 mag. \| 5-0 \| Derthona-Nazionale Emilia \| 2-0 \| 11 giu. \| \| 21 mag. \| 2-2 \| Balilla-Italia \| 2-2 \| 11 giu. \| |             |                           |              |              |
| Andata (3ª) | Andata (3ª) | Terza giornata            | Ritorno (6ª) | Ritorno (6ª) |
| |             |                           |              |              |
| 21 mag. | 5-0         | Derthona-Nazionale Emilia | 2-0          | 11 giu.      |
| 21 mag. | 2-2         | Balilla-Italia            | 2-2          | 11 giu.      |

## Sud
Nel Meridione l'introduzione del nuovo torneo non fu particolarmente innovativa in quanto il campionato rimaneva comunque direttamente gestito dai Comitati Regionali.

### Campania
Comitato Regionale Campano

#### Squadre partecipanti
| Club     | Rosa     | Città                 | Stadio | Stagione precedente |
| -------- | -------- | --------------------- | ------ | ------------------- |
| Cavese   | dettagli | Cava de' Tirreni (SA) | -      | Promozione          |
| Nocerina | dettagli | Nocera Inferiore (SA) | -      |                     |

#### Risultati
- Gara d'andata 7 maggio 1922

| Nocerina | Cavese | 1-1 |

- Gara di ritorno 14 maggio 1922

| Cavese | Nocerina | 0-0 |

- Gara di spareggio

| Cavese | Nocerina | 2-0 tav. |

#### Verdetti finali
- Cavese promossa in Prima Divisione Campana.

### Puglia
Comitato Regionale Pugliese

#### Squadre partecipanti
| Club               | Rosa     | Città        | Stadio | Stagione 1920-21 |
| ------------------ | -------- | ------------ | ------ | ---------------- |
| Enotria Taranto    | dettagli | Taranto (TA) | -      | -                |
| F.B.C. Garibaldino | dettagli | Taranto (TA) | -      | -                |
| SC Lecce           | dettagli | Lecce (LE)   | -      | -                |
| Taranto S.C.       | -        | Taranto (TA) | -      | -                |

#### Classifica finale
|  | Pos. | Squadra         | Pt | G | V | N | P | GF | GS | DR |
|  | ---- | --------------- | -- | - | - | - | - | -- | -- | -- |
|  | 1.   | SC Lecce        | 9  | 6 |   |   |   |    |    |    |
|  | 2.   | Enotria Taranto | 6  | 6 |   |   |   |    |    |    |
|  | 3.   | Garibaldino     | 5  | 6 |   |   |   |    |    |    |
|  | 4.   | Taranto SC      | 4  | 6 |   |   |   |    |    |    |

#### Risultati
Nota Bene: Il Libertas nel corso del campionato cambia denominazione in Taranto SC. Per le stracittadine tra squadre tarantine andrebbe accertato quale squadra giocò in casa.
| Andata (1ª) | Andata (1ª) | Prima giornata       | Ritorno (4ª) | Ritorno (4ª) |
|             |             |                      |              |              |
| 9 apr.      | 1-2         | Lecce-Enotria        | 3-2          | 28 mag.      |
| ???         | -           | Garibaldino-Libertas | 2-1          | 11 giu.      |

| Andata (2ª) | Andata (2ª) | Seconda giornata    | Ritorno (5ª) | Ritorno (5ª) |
|             |             |                     |              |              |
| 23 apr.     | 2-0         | Garibaldino-Enotria | 1-3          | 18 giu.      |
| 23 apr.     | 1-1         | Lecce-Libertas      | 2-1          | 7 mag.       |

| \| Andata (3ª) \| Andata (3ª) \| Terza giornata \| Ritorno (6ª) \| Ritorno (6ª) \| \| \| \| \| \| \| \| 30 apr. \| 1-0 \| Enotria-Libertas \| - \| ??? \| \| 30 apr. \| 1-4 \| Garibaldino-Lecce \| - \| ??? \| |             |                   |              |              |
| Andata (3ª) | Andata (3ª) | Terza giornata    | Ritorno (6ª) | Ritorno (6ª) |
| |             |                   |              |              |
| 30 apr. | 1-0         | Enotria-Libertas  | -            | ???          |
| 30 apr. | 1-4         | Garibaldino-Lecce | -            | ???          |

#### Verdetti finali
- Sporting Club Lecce promosso in Prima Divisione Pugliese.

### Sicilia

#### Squadre partecipanti
| Club           | Rosa     | Città        | Stadio | Stagione 1920-21 |
| -------------- | -------- | ------------ | ------ | ---------------- |
| U.S. Alba      | dettagli | Palermo (PA) | -      | -                |
| C.S. Alpino    | dettagli | Palermo (PA) | -      | -                |
| US Catanese    | dettagli | Catania (CT) | -      | -                |
| U.S. Leoni     | dettagli | Palermo (PA) | -      | -                |
| U.S. Trinacria | dettagli | Palermo (PA) | -      | -                |

#### Classifica finale
|  | Pos. | Squadra      | Pt       | G | V | N | P | GF | GS | DR |
|  | ---- | ------------ | -------- | - | - | - | - | -- | -- | -- |
|  | 1.   | Leoni        | 11       | 6 | 5 | 1 | 0 | 13 | 6  | +7 |
|  | 2.   | Alba Palermo | 7        | 6 | 3 | 1 | 2 | 13 | 7  | +6 |
|  | 3.   | Trinacria    | 2        | 6 | 0 | 2 | 4 | 8  | 17 | -9 |
|  | 3.   | Catanese     | 2        | 6 | 0 | 2 | 4 | 5  | 13 | -8 |
|  | --   | Alpino       | Ritirato |   |   |   |   |    |    |    |

## Gli spareggi e la Terza Divisione
Ci si rese subito conto che la situazione era insostenibile, e più di tutti se ne accorsero i dirigenti della C.C.I. che, avendo a dicembre terminato il girone di andata, presero atto che le squadre F.I.G.C. erano ancora impegnate nel primo turno delle eliminatorie regionali.
A cercare di riappacificare gli animi ci pensò il direttore della Gazzetta dello Sport Emilio Colombo il quale, dopo un primo incontro il 20 novembre nei locali della Gazzetta dello Sport, il 7 dicembre 1921 presso la villa di Enrico Olivetti, convocò i delegati di entrambe le federazioni a Brusnengo dove il presidente della Confederazione Calcistica Italiana, l'avvocato Luigi Bozino, propose al presidente FIGC, avvocato Giovanni Lombardi, di ridurre le squadre partecipanti al successivo campionato di Prima Divisione a 50 squadre. Le squadre liguri e piemontesi, riunitesi a Milano per ascoltare la relazione della propria commissione, nell'approvare l'opera dei propri commissari chiesero un ulteriore taglio delle squadre per arrivare almeno alle 32-36 unità chiedendo un ulteriore incontro con i delegati F.I.G.C. Riunitesi pochi giorni dopo a Modena, le squadre confederali respinsero il patto di Brusnengo con 54 no contro 25 sì e 4 astenuti mettendo in crisi la presidenza che fu affidata al vecchio Edoardo Pasteur. Le Federate, per contro, riunitesi a Novi Ligure, si ritennero soddisfatte di quanto deciso a Brusnengo e si riunirono in assemblea il 19 febbraio per la definitiva ratifica, approvando il patto a pieni voti.
A questo punto la nuova presidenza CCI inviò la triade Pasteur-Nizza-Albertini il primo di aprile per riprendere le trattative con la FIGC. Sedici giorni dopo le due parti nominarono due Commissioni Paritetiche (tre componenti più tre consulenti tecnici) con ampia facoltà di nominare una persona super partes che potesse portare a termine un arbitrato.
Quale arbitro fu nominato Emilio Colombo il quale addivenì ad un compromesso che in seguito prese il suo nome. Le società di entrambe le federazioni, attraverso un referendum, approvarono il compromesso con 246 voti favorevoli e 18 contrari. La ratifica del patto di riconciliazione fu celebrata con la nomina della Commissione Tecnica che avrebbe dovuto formare la squadra Nazionale per il prossimo incontro ufficiale con il Belgio.
Il 26 giugno si arrivò alla pace vera e propria nel corso di un convegno in cui fu nominata la commissione che avrebbe stilato l'elenco delle aspiranti alla nuova Prima Divisione stabilendo le squadre ammesse di diritto e quelle che il posto in Prima Divisione se lo sarebbero contese sul campo in una serie di spareggi. In questa occasione la F.I.G.C. accettò la nuova struttura federale proposta dalla C.C.I. che prevedeva un Consiglio e relativa Presidenza più le due Leghe Nord e Sud aventi a loro volta un Consiglio e una Presidenza. Le due parti sottoscrissero la seconda delle soluzioni prospettate dall'arbitrato, ovvero 3 gironi di 12 squadre di cui 13 federali e 23 confederali per la sola Italia settentrionale più le 8 semifinaliste del vecchio Centro-Sud.
Con il Compromesso Colombo si decise che lo Sport Club Italia ed il Derthona – oltre a dover disputare gli spareggi interdivisionali contro Inter e Vicenza, così come il Regolamento Campionati C.C.I. aveva previsto e stabilito all'inizio della stagione – in seguito avrebbero dovuto eventualmente affrontare un altro turno di spareggi promozione contro squadre federali. Questi i risultati:
- Turno preliminare C.C.I.

| Derthona              | 1-3  | Vicenza        | Brescia, 2 luglio 1922 | annullata per errore tecnico |  |  |
| Derthona              | 4-0  | Vicenza        | Legnano, 9 luglio 1922 | ripetizione                  |  |  |
| S.C. Italia di Milano | 0-2* | Internazionale | ???, 2 luglio 1922     | *non disputata per rinuncia  |  |  |
|                       |      |                |                        |                              |  |  |

Il Derthona riuscì a travolgere agevolmente il Vicenza, mentre lo Sport Club Italia, una delle più potenti società sportive milanesi in campo atletico (il Nazionale Lombardia F.C. fino al 1920-21 era stato la sua Sezione Calcio), a causa dell'assenza di diversi giovani partiti per il servizio di leva, non riuscì a mettere in campo undici giocatori e diede forfait anticipato, lasciando vincere i nerazzurri a tavolino.
Nel secondo ed ultimo turno il Derthona affrontò il Treviso: 
- Gara d'andata - 16 luglio 1922[16]

| Treviso | Derthona | 0-1 |

- Gara di ritorno - 23 luglio 1922[17]

| Derthona | Treviso | 1-0 |

- Il Derthona è promosso in Prima Divisione 1922-1923.

Per quanto riguarda la sorte delle altre squadre, il Compromesso Colombo creò per la Lega Nord una nuova Seconda Divisione all'interno della FIGC destinata a raccogliere le squadre di Prima Categoria escluse dalla Prima Divisione, mentre le Direzioni Regionali della CCI si riunificarono coi Comitati Regionali della FIGC, generando il nuovo campionato di Terza Divisione. Solo alle finaliste di questa conclusa edizione venne offerta l’adesione definitiva alla Lega appunto nella Seconda Divisione, e peraltro rinunciarono tutte a questa possibilità, venendo sostituite dalle seconde classificate regionali.

### Giornali
- La Gazzetta dello Sport, stagione 1921-1922, giornale microfilmato e conservato dalle Biblioteche:
  - Biblioteca Nazionale Braidense di Milano (sezione staccata microfilm);
  - Biblioteca Comunale "Sormani" di Milano;
  - Biblioteca Nazionale Centrale di Firenze;
  - Biblioteca Civica Berio di Genova.
- Il paese sportivo, di Torino (edito dal 1919 al 1929), consultabile presso:
  - Biblioteca Nazionale Centrale di Firenze Archiviato il 4 marzo 2016 in Internet Archive..

### Libri
- Davide Rota e Silvio Brognara, Football dal 1902: storia della Biellese - Calcio e-library, Edizioni Editrice "Il Biellese" - aprile 1996.
- Giuseppe Vanni, Notizie di calcio trinese (1898-1999) Comune di Trino - Studi vercellesi, volume 16 edito nel giugno 1999.
- Antonio Buemi; Carlo Fontanelli; Roberto Quartarone; Alessandro Russo; Filippo Solarino, Tutto il Catania minuto per minuto, Empoli, GEO Edizioni, 2011,  p. 488.